# Bischofswiese (Halle)
Die Bischofswiese ist eine bewaldete Hochfläche in der Dölauer Heide, dem Stadtwald der Stadt Halle (Saale). Sie ist Standort einer der größten und ältesten Befestigungsanlagen aus der Jungsteinzeit sowie einiger Hügelgräber. Daneben ist sie Bestandteil des seit 1961 bestehenden und circa 52 ha umfassenden, gleichnamigen Naturschutzgebietes.
Die Dölauer Heide liegt im Nordwesten der Stadt Halle (Saale) und ist mit circa 740 ha das größte Landschaftsschutzgebiet der näheren Umgebung. In diesem Stadtwald liegt die sogenannte Bischofswiese, ein Hochplateau zwischen Schwarzem Berg (135 m) und Langem Berg. Seinen Namen erhielt das Gebiet, weil es sich lange Zeit im Besitz des Magdeburger Erzbistums befand.
Auf dem Plateau, das die Umgebung um etwa 20 Meter überragt, befand sich im 4. Jahrtausend v. Chr. ein Befestigungssystem mit Palisaden, Wällen, Toranlagen und einem Grabensystem. Die Befestigungsanlage umfasst etwa 25 Hektar und unterteilt sich in eine etwa 400 × 470 Meter große Hauptfläche sowie eine nördlich vorgelagerte mutmaßliche Vorburg, durch ein Erosionstal fast abgetrennt. Diese Anlage gehört zu den größten ihrer Art. Das Gelände war von bis zu 3 Meter tiefen Gräben umgeben, die an sanfteren, schlechter zu verteidigenden Abhängen teilweise sechsfach hintereinander gestaffelt waren und eine Gesamtlänge von geschätzt 7 Kilometern erreichten. Innerhalb des Grabengürtels stand eine Palisade. Als besonders gesichertes Haupttor diente das besagte Erosionstal zwischen Bischofswiese und Langem Berg, heute vom Sandbergweg durchlaufen. Auch der Bischofsberg, auf dem sich heute ein Aussichtsturm befindet, war in die Anlage eingebunden.
Im Umfeld wurden 35 jungsteinzeitliche Grabhügel aus der Schnurkeramik- und der Trichterbecherkultur (TBK) gefunden, von denen einige (etwa Grabhügel 28) seit 1953 ausgegraben wurden. Es handelt sich zum Teil um Steinkisten. Eine verzierte Steinkiste steht im Landesmuseum für Vorgeschichte (Halle).
Die Befestigung wurde um 3600 v. Chr. von den Trägern der Baalberger Kultur errichtet. Eine weitere prähistorische Nutzung erfuhr das Plateau, speziell der nördliche Bereich (Langer Berg), in der Zeit zwischen 3100 und 2800 v. Chr. (Bernburger Kultur).
Da der Landrücken sandig und unfruchtbar ist, im Gegensatz zu dem meist sehr fruchtbaren Umland, wurde er v. a. für die Forstwirtschaft genutzt, sodass die Bodendenkmäler gut erhalten blieben. Heute weisen einige Schilder auf die jeweiligen archäologischen Stätten hin.